# Collegio di Alloa and Grangemouth
Alloa and Grangemouth è un collegio elettorale scozzese della Camera dei Comuni del Parlamento del Regno Unito. Elegge un membro del Parlamento con il sistema first-past-the-post, ossia maggioritario a turno unico; il rappresentante del collegio, dal 2024, Brian Leishman, eletto con il Partito Laburista nel 2024 ma sospeso dal partito nel luglio 2025 per non aver rispettato la disciplina di partito. Siede ora come Indipendente.

## Estensione
Il collegio comprende i seguenti ward:
- nel Clackmannanshire: Clackmannanshire Central, Clackmannanshire East, Clackmannanshire North, Clackmannanshire South e Clackmannanshire West dal collegio di Ochil and South Perthshire
- nel Falkirk: 
  - Bonnybridge and Larbert e Carse, Kinnaird and Tryst Carse dal collegio di Falkirk
  - Grangemouth  dal collegio di Linlithgow and East Falkirk.

## Membri del parlamento
| Elezione | Elezione | Deputato       | Partito      |
| -------- | -------- | -------------- | ------------ |
|          | 2024     | Brian Leishman | Laburista    |
|          | 2025     | Brian Leishman | Indipendente |

## Risultati elettorali

### Elezioni negli anni 2020
| Partito                    | Partito                                      | Candidato                  | Risultati 4 luglio 2024 | Risultati 4 luglio 2024 |
| Partito                    | Partito                                      | Candidato                  | Voti                    | %                       |
| -------------------------- | -------------------------------------------- | -------------------------- | ----------------------- | ----------------------- |
|                            | Laburista                                    | Brian Leishman             | 18 039                  | 43,78                   |
|                            | SNP                                          | John Nicolson              | 11 917                  | 28,92                   |
|                            | Reform UK                                    | Richard Fairley            | 3 804                   | 9,23                    |
|                            | Conservatore                                 | Rachel Nunn                | 3 127                   | 7,59                    |
|                            | Verde                                        | Nariese Whyte              | 1 421                   | 3,45                    |
|                            | Lib Dem                                      | Adrian May                 | 1 151                   | 2,79                    |
|                            | Indipendente                                 | Eva Comrie                 | 881                     | 2,14                    |
|                            | Alba                                         | Kenny MacAskill            | 638                     | 1,55                    |
|                            | Workers                                      | Tom Flanagan               | 223                     | 0,54                    |
|                            |                                              |                            |                         |                         |
| Iscritti                   | Iscritti                                     | Iscritti                   | 70 680                  | 100,00                  |
| ↳ Votanti (% su iscritti)  | ↳ Votanti (% su iscritti)                    | ↳ Votanti (% su iscritti)  | 41 201                  | 58,29                   |
| ↳ Astenuti (% su iscritti) | ↳ Astenuti (% su iscritti)                   | ↳ Astenuti (% su iscritti) | 29 479                  | 41,71                   |
|                            |                                              |                            |                         |                         |
|                            | Esito: collegio a Laburista (nuovo collegio) |                            |                         |                         |